# Francisco Javier Rodríguez García
Francisco Javier Rodríguez García (1973) es un político mexicano militante del Partido de la Revolución Democrática. Fue diputado del Congreso del Estado de Colima de 2012 a 2015 y de 2018 a 2021.
Es licenciado en economía por la Universidad de Colima. Cuenta con diplomados en Planeación Estratégica y Derecho electoral. Comenzó su militancia política afiliándose al PRD en 1999. De 2003 a 2004 fue director de Comunicación Social del municipio de Armería. Ha sido consejero municipal, estatal y nacional del Partido de la Revolución Democrática, así como delegado del mismo partido de 2005 a 2015, durante el cual también fue secretario de organización del Comité Estatal (2005-2008). Durante las Elecciones estatales de Colima de 2003 fue candidato a diputado local por el PRD. Durante el siguiente periodo electoral, fue candidato a presidente municipal de Colima en las Elecciones estatales de Colima de 2006. De 2008 a 2012 fue elegido presidente estatal del Partido de la Revolución Democrática. 
Fue diputado plurinominal del Congreso del Estado de Colima en la LVII Legislatura de 2012 a 2015 y diputado por el distrito 6 en la LIX Legislatura de 2018 a 2021 dentro del Grupo Parlamentario del Partido Acción Nacional. En las elecciones estatales de 2021 fue reelecto como diputado en representación del distrito 2 del estado. Sin embargo, el Tribunal Electoral del Poder Judicial de la Federación determinó que su elección era nula debido a que la ley solo contempla la reelección de diputados dentro de su mismo distrito, y no en representación de uno diferente.